# Tractat de Barcelona (1455)
|  | Per a altres significats, vegeu «Tractat de Barcelona». |

El tractat de Barcelona de 1455 va ser un conveni entre el rei Joan el Sense Fe i Gastó IV de Foix, acordant la successió al tron del Regne de Navarra. Va ser signat a Barcelona el 3 de desembre de 1455.

## Història
Amb aquest tractat, Joan el Sense Fe va acordar la successió a el tron de Navarra, que des del 1441, amb la mort de Blanca I de Navarra enfrontava a Joan amb el seu fill Carles de Viana. Joan va nomenar a Carles lloctinent, tot i que per a Carles això no era suficient. Recolzat per un grup de nobles, els beaumontesos i un gran grup de catalans que aspiraven a una major independència, Carles es va aixecar en armes contra el seu pare el 1450. Joan va derrotar el seu fill a la batalla d'Oibar el 1451, on el va fer presoner, però després de la mort de Joan II de Castella el 22 juliol de 1454, va començar de nou la guerra entre pare i fill.

## Tractat de Barcelona
El 3 de desembre de 1455 Joan el Sense Fe va signar un acord amb Gastó IV de Foix amb el consentiment de Carles VII de França, pel que Joan el Sense Fe cedia el dret de successió al tron del Regne de Navarra a la seva filla Elionor I de Navarra, que el 1436 s'havia casat amb Gastó, i pertant desheretava als fills del seu primer matrimoni amb Blanca I de Navarra, Carles de Viana i Blanca II de Navarra, als que tractaria com s'haguessin mort de mort natural i expulsats de la casa reial de Navarra, a causa de la desobediència i la ingratitud, i es va disposar que Joan seria rei de Navarra fins a la seva mort.
El Conveni de Barcelona no era el resultat desitjat per Joan el Sense Fe. L'oposició va créixer i en la Capitulació de Vilafranca del 21 de juny de 1461, Carles de Viana dels catalans i aragonesos va proclamar legítim successor de Joan II d'Aragó pel tron de Navarra. El príncep, però, va morir poc després, el 23 de setembre. Després de la mort de Carles de Viana Blanca va ser empresonat en un castell, la Torre Moncada a Orthez, on va morir el 1464.
El 19 de gener de 1479 moria Joan II i Elionor fou coronada reina el 28 de gener a Tudela, on va morir quinze dies més tard.